# Kênh Cạnh Đền – Phó Sinh
Kênh Cạnh Đền – Phó Sinh là một con kênh đổ ra Kênh Xáng Quản Lộ – Phụng Hiệp. Sông có chiều dài 21 km và diện tích lưu vực là km². Kênh Cạnh Đền – Phó Sinh chảy qua các tỉnh Bạc Liêu, Kiên Giang.